# Hans Eduard Ryhiner
Hans Eduard Ryhiner (geb. 16. Februar 1891 in Basel; gest. 10. Juni 1934 ebenda) war ein Schweizer Architekt.

## Ausbildung und frühe Karriere
Ryhiner studierte von 1910 bis 1914 an der Technischen Hochschule München; ob er das Studium regulär mit dem akademischen Grad eines Diplom-Ingenieurs abschloss, ist unklar. Anschliessend nahm er eine Anstellung im Büro seines Onkels Fritz Stehlin an. Von 1919 bis 1922 war er in England, das bald darauf entstandene eigene Wohnhaus am Chrischonaweg von 1924 legt Zeugnis ab von seinem Studium englischer Wohnkultur. 1923, nach dem Tod seines Onkels, übernahm er dessen Büro. In der Folge konnte er die Geschäftsstelle der Basler Handelsbank in der Freien Strasse / Barfüssergasse erweitern und deren Zweigniederlassung in Zürich bauen. Um 1930 baute er zusammen mit Egon Vischer (1883–1973) die Alte Börse zum Hauptsitz der Basler Handelsbank um. Sein bedeutendstes Werk wurde die Markthalle Basel, die er in Zusammenarbeit mit dem Ingenieur Adolf Goenner (1885–1929) plante und die 1929 fertiggestellt wurde.

## Bauten (Auswahl)

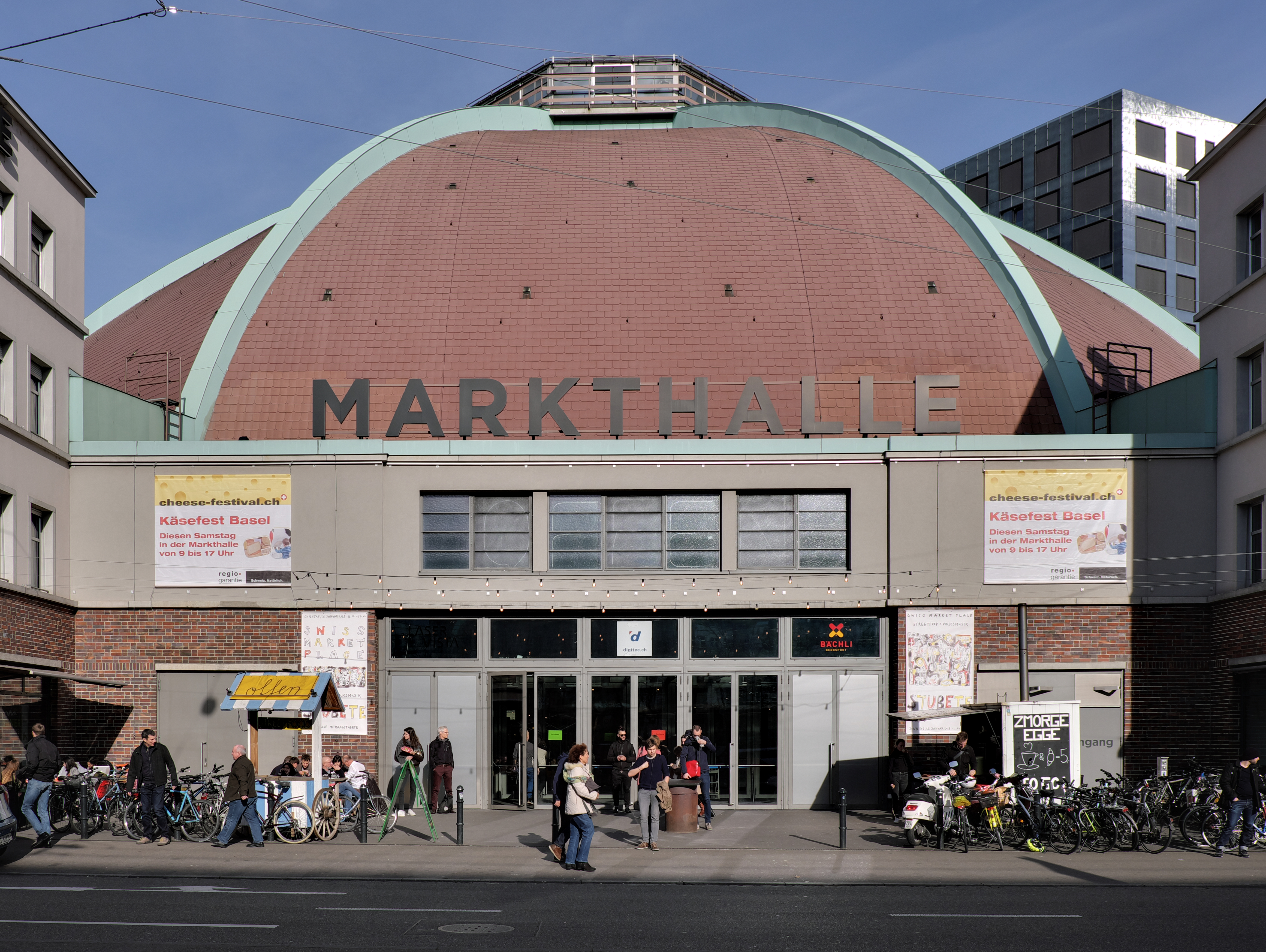
Markthalle Basel (1928–1929)

- 1923–1924: eigenes Wohnhaus in Basel, Chrischonaweg 74
- 1924: Produktionsgebäude der Ciba AG in Basel
- 1926: Clubhaus des Golfclubs Basel in Saint-Louis (Elsass)
- 1925–1927: Erweiterung des Geschäftshauses Schilthof für die Basler Handelsbank in Basel, Barfüssergasse 3
- 1927: Umbau des Restaurants Sommercasino in Basel, Münchensteiner Strasse 1–3
- 1927: Wohnhäuser in Basel, St. Alban-Rheinweg 160–164
- 1928–1929: Markthalle in Basel, Viaduktstrasse 10 (mit Adolf Goenner)[2]
- 1930–1932: Umbau der Alten Börse für die Basler Handelsbank in Basel (mit Egon Vischer)
- 1933: Westflügel des Landhauses Sarasin-Koechlin in Basel, Gellertstrasse 19 (1967 abgebrochen)